# Invasion de Banu Nadir
L’invasion de Banu Nadir survint en août 625 AD (rabīʿ al-ʾawwal, 4 AH), L’événement est raconté dans la sourate Al-Hashr (chapitre 59 - Le Rassemblement) qui décrit l’exil de la tribu juive des Banu Nadir qui fut bannie de Médine après avoir été accusée de comploter l’assassinat du prophète de l'islam Mahomet.
Mubrakpuri estime que l'attaque fut entreprise parce que l'ange Gabriel a prévenu Mahomet que certains membres des Banu Nadir complotaient de l’assassiner. D’autres (comme Watt) pensent que c’était une réplique à la critique de la tribu envers Mahomet qui occasionna des soupcons au sein des musulmans ordinaires, et que la notion selon laquelle ils voulaient assassiner Mahomet n’était pas la raison fondamentale derrière le fait de les attaquer. Watt doute si les Banu Nadir voulaient assassiner Mahomet. Il raconte que "c’est possible que l’allégation n’était qu’une excuse pour justifier l’attaque".
Le chapitre enseigne que les lois liées à la coupure et à la mise à feu des territoires et arbres de l’ennemi et l’accumulation du butin durant la conquête militaire,,.